# S/S Haga
S/S Haga var ett svenskt ång- och lastfartyg som sänktes av en mina i Nordsjön 1940 under andra världskriget. 

## Historik
Haga byggdes vid Sölvesborgs varv och sjösattes 1918 och hela tiden var hon i släkten Bancks ägo. Fartyget tillhörde först skeppsredare Otto Blanck i Helsingborg, efter kriget blev konsul Erik Banck redare för ångaren och vid hans bortgång 1935 överfördes Haga jämte den övriga flottan genom arvskifte till änkefru Therese Banck.
I tät tjocka på Schelde kolliderade 1937 ett annat fartyg med Hagas förstäv och blev sedan manöverodugligt. Detta fartyg var den jugoslaviska ångaren Srgj som sedan sjönk och dess besättning räddades av den förbipasserande ångaren S/S Svanen av Stockholm.
Haga räddade i december 1939 sex man från den minsprängda ångaren S/S Ove Toft men några månader senare fick Haga dela danskens öde. Båda fartygen hade varit på väg från England till Sverige med kollaster. Ole Toft hade hemmahamn i Köpenhamn.

## Minsprängningen
Haga avgick den 5 april 1940 från Methil med last av kol mot Helsingborg, men vid den norska kusten blev ångaren inblandad i händelser som rörde den tyska ockupationen av Norge. Hon blev kvarhållen och låg i olika hamnar för att slutligen friges och segla mot sin hemmahamn. Den 1 maj då Haga enligt uppgift befann sig på Lat N 57 grader, 30 minuter Long O 4 grader 55 minuter, inträffade en minexplosion i aktern. Ögonblicket innan hade en man observerat ett svartmålat koniskt föremål cirka fem meter från fartygets styrbordssida. Observatören hann ej varsko vakthavande styrman på bryggan förrän explosionen inträffade. Haga skadades i vattenlinjen över propellern och började omedelbart sjunka med akterskeppet först. Tre av de ombordvarande, som låg till kojs, dödades omedelbart av explosionen.
Knappt fem minuter efter explosionen sjönk Haga. Kaptenen och en eldare, vilka var de sista som lämnade Haga, var tvungna att hoppa i sjön och simmande ta sig till livbåtarna. Efter cirka 47 timmar i livbåtarna i mycket hårt väder upptogs de överlevande av en tysk ubåt och landsattes i Wilhelmshaven.

## Omkomna
- Lättmatros Tore Einar Wallstedt, Mem
- Eldare Julius Sörensson, Oskarshamn
- Eldare Harry Yngve Donald Jakobsson, Hjärtum
- Eldare Mathias Bye, Norge